# Albert Sirgue
 (mars 2022).
Pour les articles homonymes, voir Sirgue.
Albert Sirgue, né le 5 juin 1915 à Coupiac (Aveyron) et mort le 18 novembre 1980 dans le 10e arrondissement de Paris, est un homme politique français.

## Biographie
Albert Sirgue naît dans la maison familiale de La Boriette qui dépend du village de Coupiac. Le futur sénateur, qui reprend l'exploitation familiale au terme de ses études primaires supérieures, restera fidèle à ses origines paysannes du sud Aveyron et du causse de Saint-Affrique. Issu d'une famille nombreuse, réformé pour le service militaire, il s'engage dans le milieu syndical et dans le monde mutualiste. Si le secrétaire de la Chambre d'agriculture de l'Aveyron défend les intérêts agricoles, cette solidarité s'exprime pleinement dans le monde mutuel. Dès 1933, on le trouve secrétaire de la caisse locale de la mutualité agricole de Coupiac. Les responsabilités arrivent vite : vice-président du bureau départemental de la mutualité agricole, administrateur (1949), vice-président (1958), président (1970) des mutuelles de réassurance agricole du Rouergue-Gévaudan, membre du conseil central des caisses centrales mutuelles de réassurance, administrateur de la Mutualité sociale agricole. Cet engagement lance sa carrière politique.
Nommé maire de Coupiac en avril 1942 par le gouvernement de Vichy, Albert Sirgue est confirmé à son poste à la Libération. Coupiac lui reste fidèle dès le premier tour à chaque élection jusqu'à son décès. En 1949, élu conseiller général du canton de Saint-Sernin-sur-Rance, bourg situé sur la route Albi-Saint-Affrique, il s'investit au sein de l'assemblée départementale comme président de la commission départementale de septembre 1967 à 1973 puis rapporteur du budget, il préside enfin la commission des finances à partir de 1979.
Albert Sirgue est d'abord longtemps le suppléant du sénateur Raymond Bonnefous, élu en avril 1959 et réélu en septembre 1962. Le Centre démocrate, crée en 1966, fait de lui un délégué national à son comité directeur et, la même année, il installe, en Aveyron, un comité départemental de vingt-sept personnes dont il est membre. Adhérent du Centre national des indépendants et paysans (CNIP) en décembre 1975, il entre ensuite au Parti républicain puis, en mai 1980, au comité directeur de l'Union pour la démocratie française (UDF) de son département. L'élection du 26 septembre 1971 concrétise la demande de Raymond Bonnefous de le « continuer au Sénat ». Membre de la liste d'Union des indépendants, Albert Sirgue, face à six concurrents, recueille, au second tour 353 voix sur 868 inscrits et sur 847 suffrages exprimés. Il est réélu dans des conditions identiques sur une liste d'Union de la majorité le 28 septembre 1980 avec 355 voix sur 844 inscrits et 803 suffrages exprimés. Cela le fait entrer, de droit, au Conseil régional de Midi-Pyrénées, en décembre 1973.
Albert Sirgue s'inscrit, le 4 octobre 1971, au groupe des Républicains indépendants devenu, en octobre 1977, le groupe de l'Union des républicains et des indépendants (UREI).
Malade depuis plusieurs années, Albert Sirgue décède subitement au cours d'une hospitalisation à l'hôpital Lariboisière. Son suppléant Louis Lazuech lui succède au Sénat.

## Décoration
- Médaille d'honneur départementale et communale, échelon argent (1959)[3]

## Détail des fonctions et des mandats
Mandat parlementaire
- 26 septembre 1971 - 28 septembre 1980 : Sénateur de l'Aveyron